# Hamburger Ratshabit

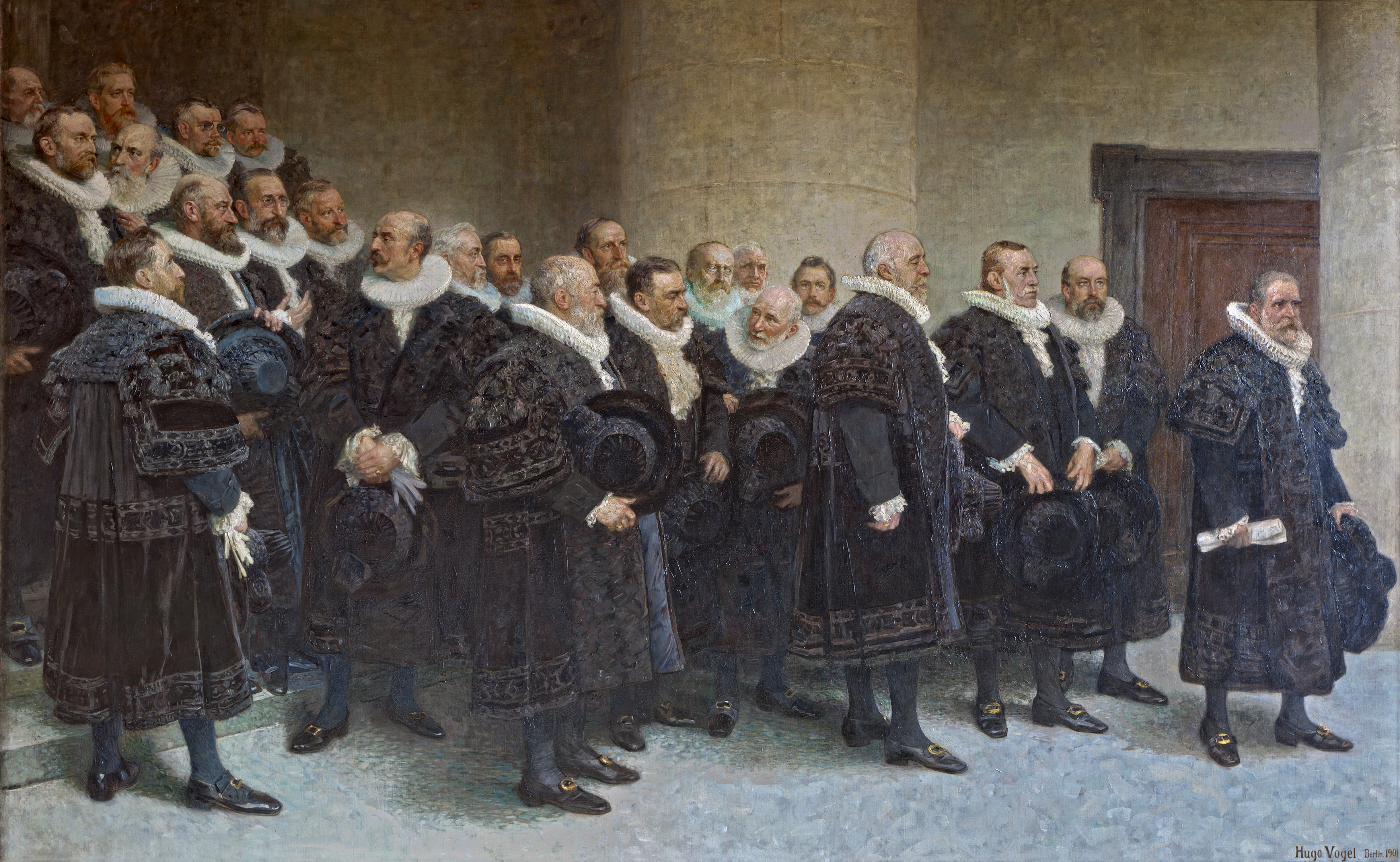
Einzug des Senats in das neue Rathaus am 26. Oktober 1897
(Gemälde Hugo Vogel, 1904)

Das Hamburger Ratshabit, die Hamburger Senatstracht, mit dem sogenannten Staltrock, war bis in das 20. Jahrhundert die offizielle formelle Kleidung des Ältestenrats der Hansestadt Hamburg. Die endgültige Liberalisierung der Amtskleidung dürfte 1919 erfolgt sein, als erstmalig eine demokratische Bürgerschaft gewählt wurde und die Amtszeit nicht mehr die Lebenszeit dauerte.

## Geschichte
Strenge Kleiderordnungen regelten im Mittelalter teilweise auch das Tragen von Pelz, die wertvollsten Fellarten waren vor allem dem Adel vorbehalten. Im Zeichen des aufstrebenden Bürgertums wurden im 14. und 15. Jahrhundert die Mitglieder des Magistrats den Adligen gleichgestellt. Von den Bremer Ratsherren ist bekannt, dass sie vom Kaiser das Recht erhielten, „golt und bunt“ zu tragen, „ghelyck ritteren“, Gold und Pelz wie die Ritter. Die Amtskleidung der bürgerlichen Stände wurde seit dem ausgehenden Mittelalter durch die Schaube verkörpert, bei Amtsträgern bezeichnenderweise Ehrrock genannt, die bald nach ihrem Aufkommen im 15. Jahrhundert die bisher üblichen langen, talarartigen Gewänder der Beamten verdrängte. Sie hielt sich dort bis weit in das 18. Jahrhundert hinein, als sie schon lange aus der allgemeinen Mode verschwunden war, vereinzelt bis in die Gegenwart. Beispiele gibt es verschiedentlich in England, oder in Hamburg die protestantischen Pfarrer. Generell lassen sich zwei Typen unterscheiden, eine lange Gelehrtenschaube der Professoren und die zumeist kürzeren, puffärmeligen der Bürgermeister und Ratsherren. Häufig waren sie mit Pelz ausgeschlagen.
Von Hamburg wurde angenommen, dass es bereits im 16. Jahrhundert eine Amtstracht gab, die im Wesentlichen so aussah wie die Ende des 19. Jahrhunderts. Im Jahr 1888 wurde angemerkt, dass Hamburg inzwischen durchweg den Stempel der Moderne trägt, ein bedeutsames Erinnerungszeichen aus alter Zeit wäre jedoch mit der altertümlichen Amtstracht der Senatoren erhalten geblieben, sie bilde ein Bindeglied zwischen den Senatoren und den „ehrenwerten, staatsklugen Ratsherren aus den letzten Jahrzehnten des Hansabundes“.
Anzunehmen ist, dass die Hamburger Tracht ursprünglich auch Alltags getragen wurde. Im Lauf der Jahre wurde das Habit nur noch bei Amtsgeschäften und bei festlichen Gelegenheiten angelegt. Noch bis in die Franzosenzeit hatte man es in allen Ratssitzungen zusammen mit den im 18. Jahrhundert hinzugekommenen Perücken getragen. Erst im März 1848, wohl veranlasst durch die damals täglichen Sitzungen des Senats und die Unruhen jener Zeit, fiel auch für die Bürgermeister das Amtshabit bei gewöhnlichen Ratssitzungen weg. Seitdem wurde die Amtstracht des Senats regelmäßig bei der Wahl eines neuen Senators und verschiedenen anderen Gelegenheiten angelegt, zu denen entweder der ganze Senat oder einzelne seiner Deputierten erschienen. Als die Beibehaltung des Habits ausdrücklich förmlich beschlossen worden war, war es bei einzelnen Senatoren eher unbeliebt, es wurde als unbequem und überflüssig empfunden. Gegen Ende des 19. Jahrhunderts „legte man allseitig mehr Gewicht auf dasselbe“, und, wie es hieß, „gewiss sehr mit Recht. […] Eine so ehrwürdige und kleidsame Tracht erscheint besonders geeignet, dem Senat bei feierlichen Gelegenheiten so zu sagen das rechte Relief zu geben. Sie ist aber auch historisch bedeutsam, denn sie erinnert an eine Zeit, wo die Hansa, zu deren bedeutendsten Mitgliedern ja Hamburg gehörte, fast souverain über den ganzen Norden gebot und vielleicht noch Größeres erreicht hätte, wenn sie nicht durch die unglücklichen politischen Verhältnisse jener Tage vielfach behindert gewesen wäre.“

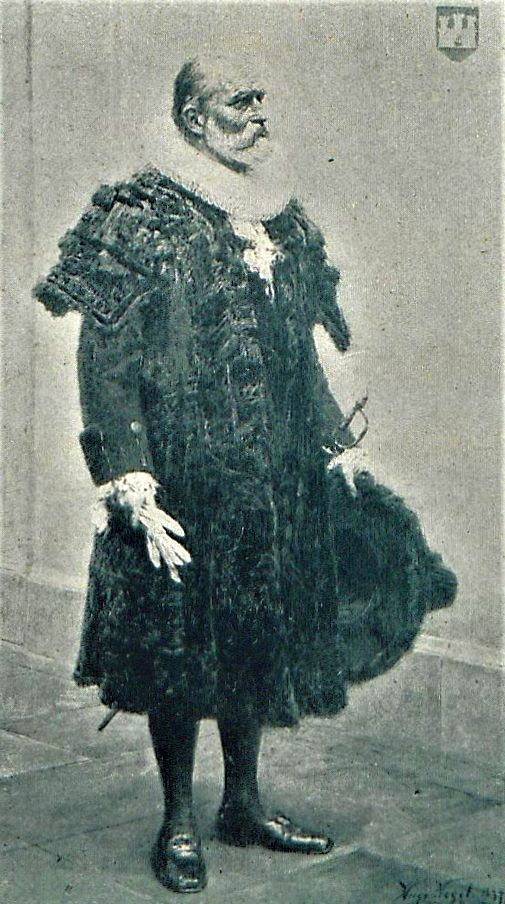
Johannes Versmann (ca. 1894)

Nach Eintritt Hamburgs in den Norddeutschen Bund und später das Deutsche Reich wurde, wie der Senator Johannes Versmann kritisierte, „der Mummenschanz“ des Habits „gewaltsam wieder ans Licht gezogen“. Hervorgerufen hatte seine Missbilligung, dass der Senat beschlossen hatte, zu Kaisers Geburtstag am 22. März 1871 wie auch anlässlich der Rückkehr des Hanseatischen Regiments aus Frankreich am 17. Juni 1871 „in pontificalibus“ zu erscheinen. Inzwischen besaßen nur noch wenige Senatoren eine Tracht, die ihnen zudem wahrscheinlich inzwischen auch nicht mehr passte. Es wurde eine neue, reichlicher verzierte in Auftrag gegeben, zusätzlich durch einen Degen ergänzt. So gekleidet erschienen die Senatoren jetzt zu den meisten feierlichen Anlässen. Dabei war es der kritische Senator Versmann, der in Berlin „eine Sensation“ hervorrief, als er die Tracht 1888 zur Eröffnung des Reichstages durch Kaiser Wilhelm II. anlegte. Es wurde üblich, sie zu allen offiziellen Anlässen am kaiserlichen Hof in Berlin zu tragen, wie es hieß, um zu betonen, dass Hamburg ein Bundesstaat war und weiterhin Anspruch auf Autonomie erhob.

### Die ehemalige Amtstracht des Hamburger Senats
In älterer Zeit trugen die Bürgermeister, anstelle eines Besatzes aus russischem Karakullamm-Fell (Astrachan, Persianer), einen aus Marderfell und später, bis wenige Jahrzehnte davor, einen aus dem noch wertvolleren Zobelfell. Warum diese Unterscheidung später wegfiel schien nicht bekannt.
Am Rand einer der ältesten erhaltenen Grundrisse Hamburgs aus dem Jahr 1587 sind die dortigen Trachten abgebildet, neben denen der „Bürger“ und „Gesellen“ auch die der Ratsherren, die bereits deutlich der vom Ende von 1888 entsprachen. Lediglich der Hut hatte eine andere Form. Der Staltrock mit den kurzen, breiten Ärmeln und dem Besatz aus russischem Karakulfell (Persianer), die Halskrause, die Kniehose und die Schnallenschuhe waren bereits vorhanden. Die kurze Hose, die Halskrause und andere Teile der Kleidung, nur in etwas anderer Form, gehörten auch zur Form der gleichfalls abgebildeten Bürger, was die Ursprünge der Ratstracht erkennen lässt, eine ersichtlich nach spanisch-niederländischem Vorbild entstandene Tracht der Vornehmen jener Zeit. Später kamen noch Perücken dazu. Als die allgemeine Perückenmode verschwand, wurden sie 1815 auch in der Hamburger Amtstracht wieder abgeschafft, es statteten sich nur noch die vier Bürgermeister so aus. Die übrigen Ratsmitglieder kamen im schwarzen Frack mit weißer Halsbinde.
Zum Staltrock wurde eine kreisrunde, gefaltete Halskrause getragen, eine schwarze Kniehose, schwarzseidene Strümpfe und Schnallenschuhe, sowie ein schwarzer tellerartiger Hut „von gewaltigen Dimensionen“, im Jahr 1663 als „sehr nobeln Hut mit krausem Rande von Sammet oder neapolitanischer Seide“ beschrieben. Der zuletzt sehr große Hut, der durch die Perückenmode entstanden war, ließ sich später kaum noch auf dem Kopf tragen, er wurde nur noch in der Hand gehalten. Als Kopfbedeckung diente jetzt, soweit notwendig oder wünschenswert, ein Barett oder ein Käppchen aus schwarzem Samt.
Unter den seit 1871 mit noch üppiger Posamentierarbeit geschmückten, vorne offenen Staltrock gehörte die Habithabille, ein schwarzer, einreihig geknöpfter Rock mit schmalen Stehkragen. Dessen Ärmel wurden nur im Oberarm durch den reichverzierten, breiten, aber kurzen Ärmel des Staltrocks verdeckt. An die Halskrause schloss sich in der Regel ein gefalteter Hemdeinsatz an, das Jabot, dem ähnlich gefaltete Manschetten entsprachen. Den großen Hut krönte ein kokardenartiger mächtiger Knopf (Pompon). Die Farbe der Handschuhe war „nach der Versicherung eines erfahrenen Kenners“ seiner Zeit kontrovers. Üblicherweise wurden jedoch grauseidene oder graue Glacéhandschuhe getragen.
Die Amtstracht der Hamburger Bürgermeister unterschied sich 1888 nicht mehr von derjenigen der Senatoren.

#### Der Staltrock
Das Grundmaterial des sogenannten Staltrocks ist schwarzer Samt. Über den Schultern ist er üppig mit Posamentierarbeit verziert. Die Wintervariante wurde vorne mit einen Besatz aus Karakulfell (Astrachanfell) getragen, der Romunée genannt wurde. Noch 1988 war es üblich, dass der Rathausschließer jeden einzelnen der Herren im Frühling und im Herbst durch ein gedrucktes Formular zur Ab- beziehungsweise Anlage der Romunée aufforderte.
In alter Zeit durfte der Staltrock vom jüngsten Senatsmitglied eine Zeit lang nur mantelartig über die Schultern gehangen getragen werden, genau wie die Syndicie (vergleiche → Syndicus der Freien Hansestadt Bremen) und Senatssekretäre. Diese trugen jedoch anstelle des Staltrockes einen dem Staltrock ähnlichen Staltmantel. Noch hatten sie wie diese nicht das Recht mitzustimmen. Es wurde berichtet, „Der präsidierende Bürgermeister konnte den neuen Senator als stimmlosen Auditor sitzen lassen, so lange er wollte. Erst wenn er meinte, dass Wohlderselbe sich gut appliciere, schloss er ihm mit einer gewissen Ceremonie den Mund auf wie es in etwas anderer Weise der Papst dem jungen Cardinal dies thut. Magnificus Dominus Consul Praeses sagten nämlich eines schönen Tages in voller Rathsversammlung zu ihm nichts weiter als diese inhaltsschweren Worte: „In Gottes Namen Herr R. R., Sie mögen gefälligst die Arme durchstecken“, und dann fur der junge Senator hurtig mit beiden Armen durch die Ärmellöcher in's Freie, votierte frisch und war von jetzt an ein wirklicher Rathsherr.“

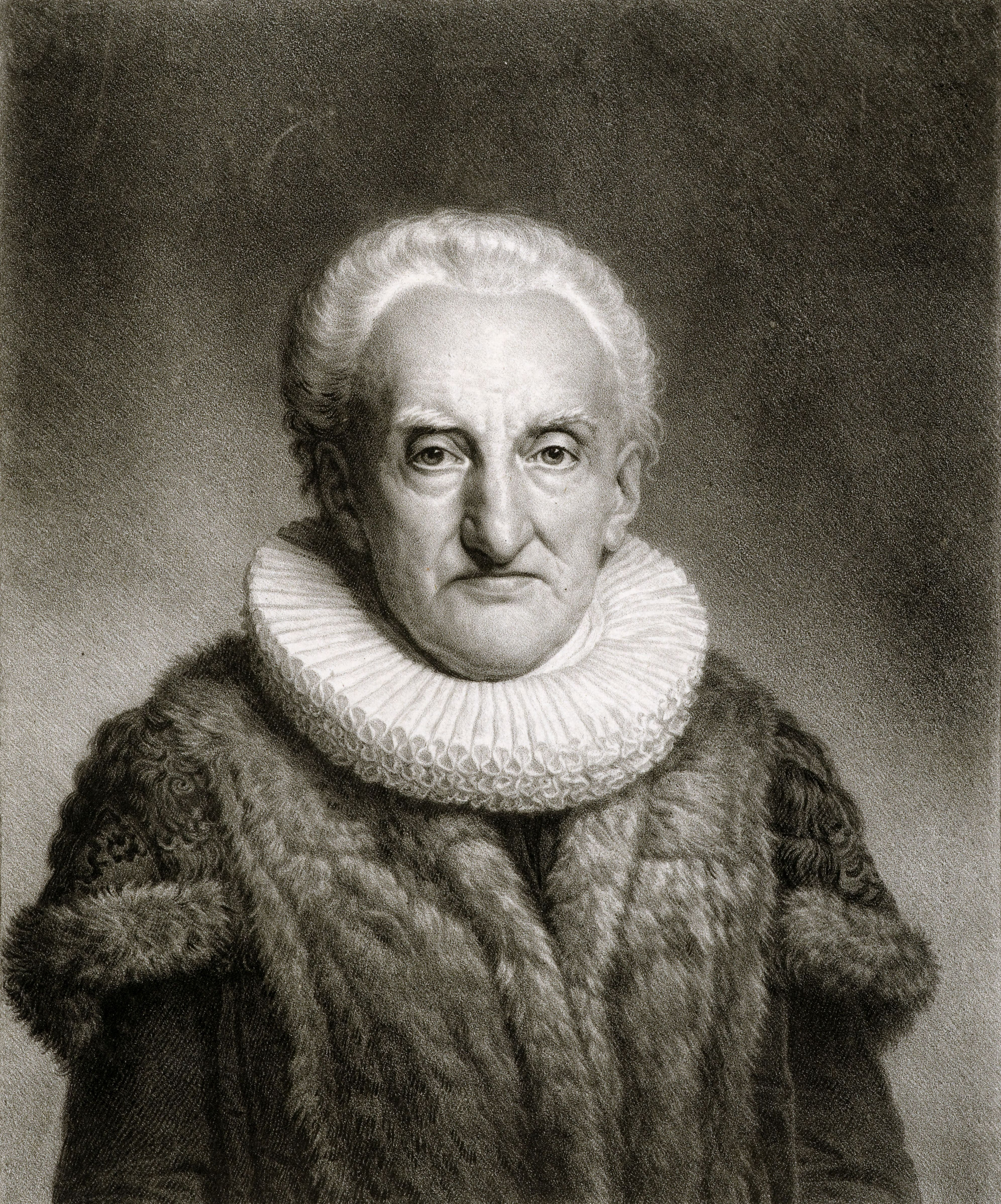
Bürgermeister Johannes Arnoldus Heise mit Pelz-Romunée (1819)
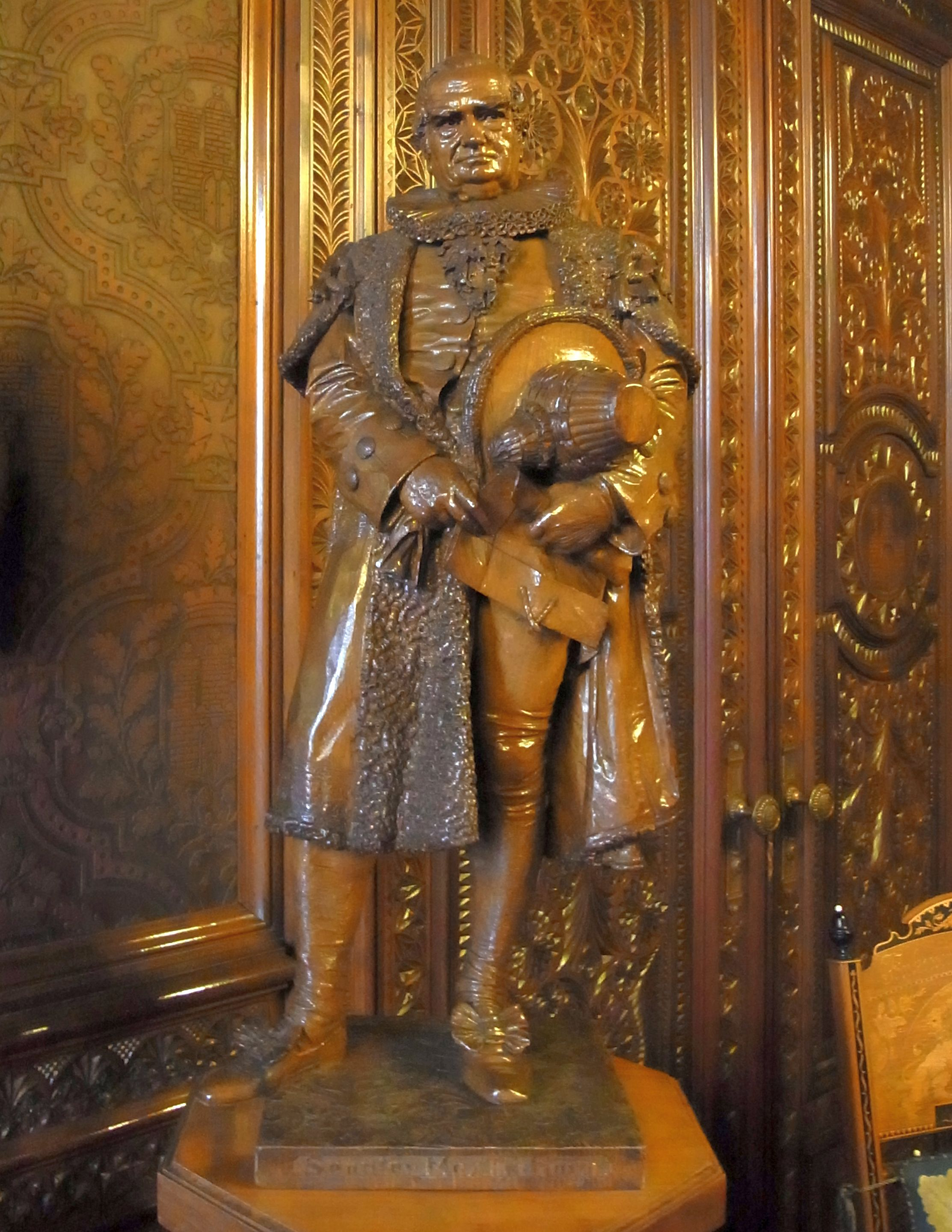
Büste des Senators Max Theodor Hayn (1809–1888) im Waisenzimmer des Hamburger Rathauses
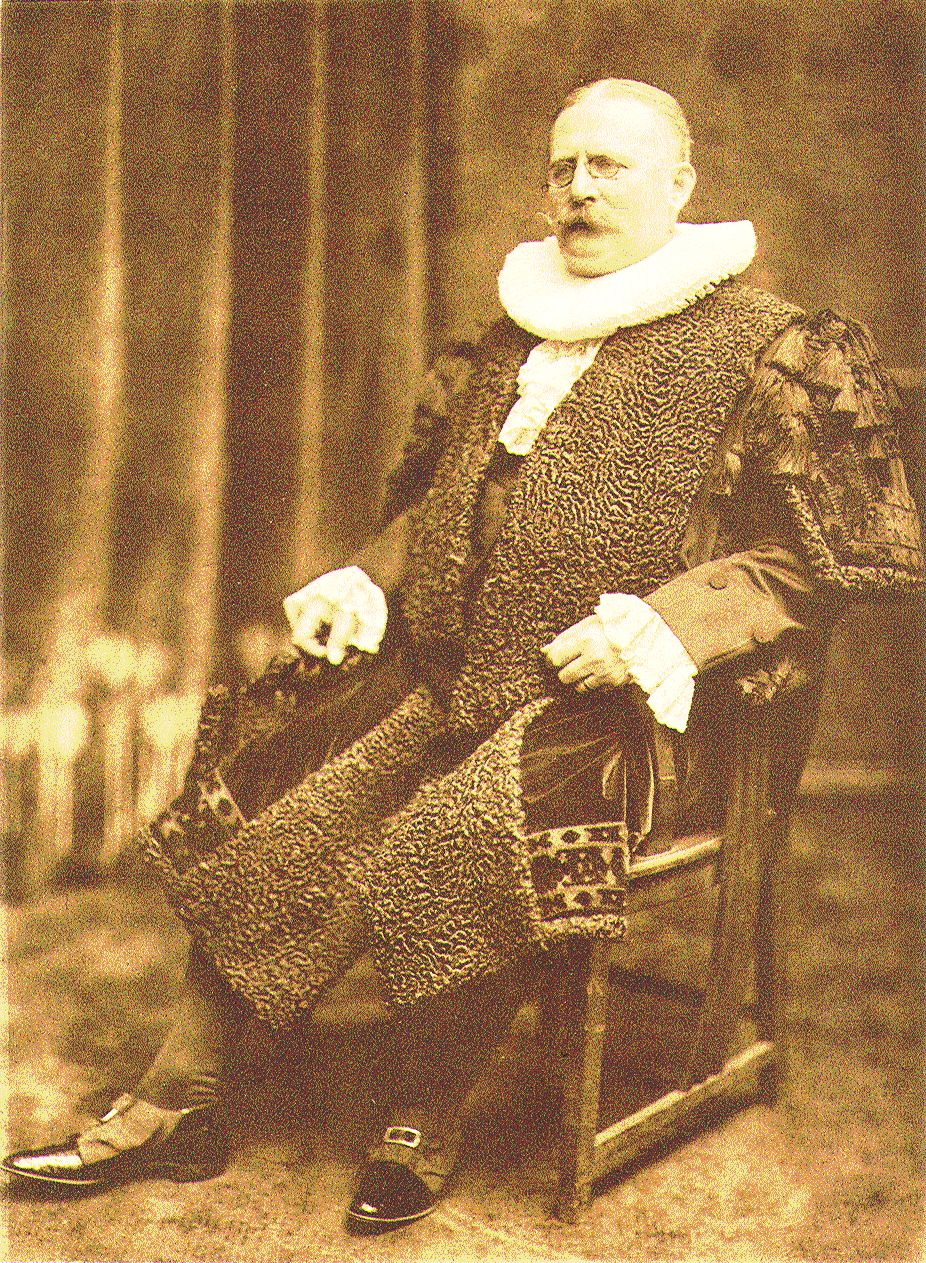
Heinrich Christian Sander im mit Karakulfell besetzten Staltrock (1905)